# Leichtathletik-Weltmeisterschaften 1991/4 × 400 m der Männer

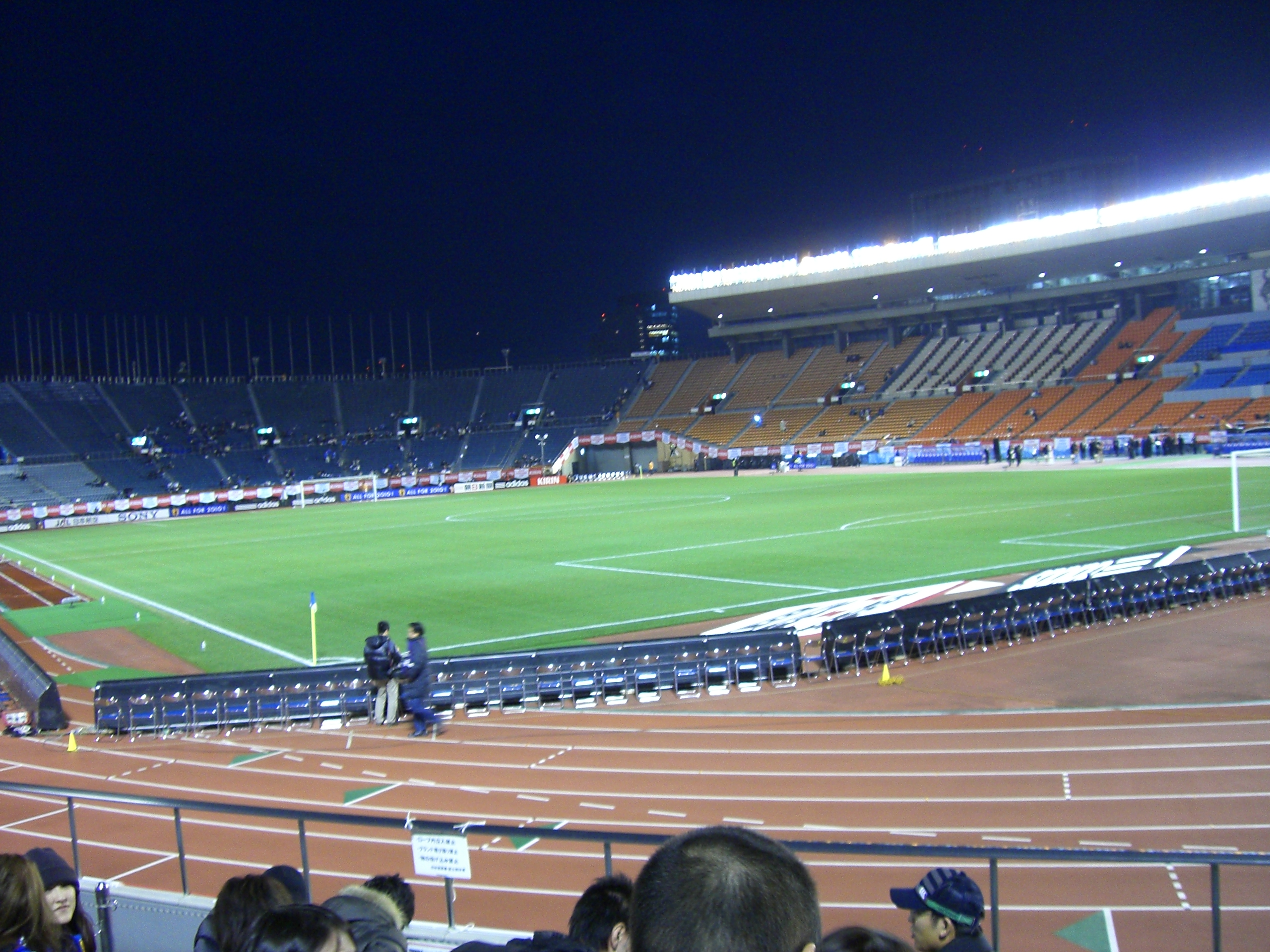
Das Olympiastadion in Tokio im Jahr 2008

Die 4-mal-400-Meter-Staffel der Männer bei den Leichtathletik-Weltmeisterschaften 1991 am 31. August und 1. September 1991 im Olympiastadion der japanischen Hauptstadt Tokio ausgetragen.
Weltmeister wurde Großbritannien in der Besetzung Roger Black (Finale), Derek Redmond, John Regis (Finale) und Kriss Akabusi sowie den im Vorlauf außerdem eingesetzten Ade Mafe und Mark Richardson. Im Finale stellte dieses Team einen neuen Europarekord auf.
Den zweiten Platz belegte die USA mit Andrew Valmon (Finale), Quincy Watts, Danny Everett und Antonio Pettigrew (Finale) sowie den im Vorlauf außerdem eingesetzten Jeff Reynolds und Mark Everett.
Bronze ging an Jamaika in der Besetzung Patrick O’Connor, Devon Morris, Winthrop Graham (Finale) und Seymour Fagan sowie dem im Vorlauf außerdem eingesetzten Howard Burnett.
Auch die nur im Vorlauf eingesetzten Läufer erhielten entsprechendes Edelmetall. Der von der siegreichen britischen Staffel im Finale erzielte Europarekord stand dagegen nur den tatsächlich eingesetzten Läufern zu.

## Rekorde

### Bestehende Rekorde
| Weltrekord | 2:56,16 min | USA (Vince Matthews, Ron Freeman, Larry James, Lee Evans)         | OS 1968 in Mexiko-Stadt, Mexiko | 20. Oktober 1968  |
| Weltrekord | 2:56,16 min | USA (Danny Everett, Steve Lewis, Kevin Robinzine, Harry Reynolds) | OS 1988 in Seoul, Südkorea      | 1. Oktober 1988   |
| WM-Rekord  | 2:57,29 min | USA (Danny Everett, Roddie Haley, Antonio McKay, Harry Reynolds)  | WM 1987 in Rom, Italien         | 6. September 1987 |

### Rekordverbesserung
- Der bestehende Weltmeisterschaftsrekord wurde bei diesen Weltmeisterschaften nicht eingestellt und nicht verbessert.
- Die siegreiche britische Staffel stellte im Finale am 1. September in der Besetzung Roger Black, Derek Redmond, John Regis und Kriss Akabusi mit 2:57,53 min einen neuen Europarekord auf.

## Vorrunde
31. August 1991, 20:20 Uhr
Die Vorrunde wurde in drei Läufen durchgeführt. Die ersten beiden Staffeln pro Lauf – hellblau unterlegt – sowie die darüber hinaus zwei zeitschnellsten Teams – hellgrün unterlegt – qualifizierten sich für das Finale.

### Vorlauf 1
| Platz | Staffel     | Besetzung                                                                 | Zeit (min) |
| ----- | ----------- | ------------------------------------------------------------------------- | ---------- |
| 1     | USA         | Jeff Reynolds (Vorlauf) Quincy Watts Mark Everett (Vorlauf) Danny Everett | 2:59,55    |
| 2     | Jamaika     | Howard Burnett (Vorlauf) Devon Morris Patrick O’Connor Seymour Fagan      | 3:00,01    |
| 3     | Deutschland | Klaus Just Rico Lieder Norbert Dobeleit Jens Carlowitz                    | 3:00,17    |
| 4     | Japan       | Koichi Konakatomi Susumu Takano Takahiro Watanabe Kōji Itō                | 3:01,26    |
| 5     | Katar       | Sami Jumah Ismael Youssef Masoud Rahman Ibrahim Ismail                    | 3:07,06    |
| 6     | Spanien     | Luís Cumellas Antonio Sánchez Moises Fernández Didac Manas                | 3:08,39    |

### Vorlauf 2
| Platz | Staffel    | Besetzung                                                      | Zeit (min) |
| ----- | ---------- | -------------------------------------------------------------- | ---------- |
| 1     | Marokko    | Abdelali Kasbane Ali Dahane Bouchaib Belkaid Benyounès Lahlou  | 3:02,11    |
| 2     | Kuba       | Agustín Pavó Héctor Herrera Jorge Valentín Lázaro Martínez     | 3:02,29    |
| 3     | Italien    | Fabio Grossi Marco Vaccari Alessandro Aimar Andrea Nuti        | 3:02,72    |
| 4     | Kanada     | Anthony Wilson Mark Jackson Mike McLean Freddie Williams       | 3:03,68    |
| 5     | Mexiko     | Raymundo Escalante Eduardo Nava Josue Morales Luís Karín       | 3:09,56    |
| DNF   | Frankreich | André Jaffory Olivier Noirot Stéphane Diagana Christoph Gloris |            |

### Vorlauf 3
| Platz | Staffel        | Besetzung                                                                | Zeit (min) |
| ----- | -------------- | ------------------------------------------------------------------------ | ---------- |
| 1     | Großbritannien | Ade Mafe (Vorlauf) Derek Redmond Mark Richardson (Vorlauf) Kriss Akabusi | 2:59,49    |
| 2     | Jugoslawien    | Dejan Jovković Nenad Djurović Ismail Macev Slobodan Branković            | 2:59,95    |
| 3     | Kenia          | Samson Kitur Simon Kemboi Charles Gitonga Simon Kipkemboi                | 3:00,21    |
| 4     | Australien     | Dean Capobianco Paul Green Rohan Robinson Mark Garner                    | 3:02,42    |
| 5     | Barbados       | Terrence Harewood Steven Roberts Seibert Straughn Michael Williams       | 3:05,63    |

## Finale
1. September 1991, 18:10 Uhr
| Platz | Staffel        | Besetzung | Zeit (min) |
| ----- | -------------- | --- | ---------- |
| 1     | Großbritannien | Roger Black (Finale) Derek Redmond John Regis (Finale) Kriss Akabusi im Vorlauf außerdem: Ade Mafe Mark Richardson           | 2:57,53 ER |
| 2     | USA            | Andrew Valmon (Finale) Quincy Watts Danny Everett Antonio Pettigrew (Finale) im Vorlauf außerdem: Jeff Reynolds Mark Everett | 2:57,57    |
| 3     | Jamaika        | Patrick O’Connor Devon Morris Winthrop Graham (Finale) Seymour Fagan im Vorlauf außerdem: Howard Burnett                     | 3:00,10    |
| 4     | Jugoslawien    | Dejan Jovković Nenad Djurović Ismail Macev Slobodan Branković                                                                | 3:00,32    |
| 5     | Kenia          | Samson Kitur Simon Kemboi Charles Gitonga Simon Kipkemboi                                                                    | 3:00,34    |
| 6     | Deutschland    | Klaus Just Rico Lieder Norbert Dobeleit Jens Carlowitz                                                                       | 3:00,75    |
| 7     | Marokko        | Abdelali Kasbane Ali Dahane Bouchaib Belkaid Benyounès Lahlou                                                                | 3:04,49    |
| 8     | Kuba           | Agustín Pavó Héctor Herrera Jorge Valentín Lázaro Martínez                                                                   | 3:05,33    |

## Video
- Men's 4x400m Relay Final World Champs in Tokyo 1991 auf youtube.com, abgerufen am 15. April 2020